# Análisis factorial
Análisis factorial es una técnica estadística de reducción de datos usada para explicar las correlaciones entre las variables observadas en términos de un número menor de variables no observadas llamadas factores. Las variables observadas se modelan como combinaciones lineales de factores más expresiones de error. El análisis factorial se originó en psicometría, y se usa en las ciencias del comportamiento tales como ciencias sociales, marketing, gestión de productos, investigación operativa, y otras ciencias aplicadas que tratan con grandes cantidades de datos.

## Ejemplo
Es una simplificación con el objetivo de ilustrar el concepto:
Supóngase que un psicólogo propone una teoría según la cual hay dos tipos de inteligencia, “inteligencia verbal” e “inteligencia matemática”. Nótese que estas son inherentemente inobservables. Se busca evidencia para la teoría en las notas de los exámenes, en 10 temas académicos, a 1000 estudiantes. Si cada estudiante es seleccionado al azar de una población grande, luego, las 10 notas de cada estudiante son variables aleatorias. La teoría de los psicólogos diría que por cada una de las diez materias el promedio de todos los estudiantes que comparten un par de valores para la inteligencias verbal y matemática es una constante multiplicada por el nivel de inteligencia verbal, más otra constante multiplicada por el nivel de inteligencia matemática, es decir, que hay una combinación lineal de estos dos factores. Los números, para este caso particular, mediante el cual los dos tipos de inteligencia se multiplican para obtener una nota determinada, se postulan teóricamente que son similares para todos los pares obtenidos, lo mismo que el peso de los factores para este tema. Por ejemplo, la teoría podría sostener que la aptitud promedio del estudiante en la materia de anfibología es:
{10 × inteligencia verbal} + {6 × inteligencia matemática}
Los números 10 y 6 son los pesos de los factores asociados a anfibología. Otras materias tendrán diferentes pesos.
Dos estudiante que obtengan el mismo grado de inteligencia verbal e idéntica inteligencia matemática podrían tener aptitudes diferentes en anfibología porque las aptitudes individuales son diferentes de las aptitudes promedio. La diferencia se denomina “error”, un término estadístico para designar la diferencia que hay entre la nota de un individuo y el promedio para su nivel de inteligencia.
Los datos observables que van en el análisis factorial serían las 10 notas de cada uno de los 1000 estudiantes, un total de 10 000 valores. Los pesos de y los niveles de los factores de las dos clases de inteligencia de cada estudiante se deben derivar de estos datos, así como también el número de factores.

## Tipos de análisis factorial
El análisis factorial exploratorio, AFE, se usa para tratar de descubrir la estructura interna de un número relativamente grande de variables. La hipótesis a priori del investigador es que pueden existir una serie de factores asociados a grupos de variables. Las cargas de los distintos factores se utilizan para intuir la relación de estos con las distintas variables. Es el tipo de análisis factorial más común.
El análisis factorial confirmatorio, AFC, trata de determinar si el número de factores obtenidos y sus cargas se corresponden con los que cabría esperar a la luz de una teoría previa acerca de los datos. La hipótesis a priori es que existen unos determinados factores preestablecidos y que cada uno de ellos está asociado con un determinado subconjunto de las variables. El análisis factorial confirmatorio entonces arroja un nivel de confianza para poder aceptar o rechazar dicha hipótesis. También considera las variables como dos medidas que pueden ser cuantificadas constantemente.

## Aplicaciones
El análisis factorial se utiliza para identificar factores que expliquen una variedad de resultados en diferentes pruebas. Por ejemplo, investigación en inteligencia halla que la gente que obtienen una nota alta en una prueba de habilidad verbal también se desempeña bien en pruebas que requieren habilidades verbales. Los investigadores explican esto mediante el uso de análisis factorial para aislar un factor a menudo llamado inteligencia cristalizada o inteligencia verbal, que representa el grado en el cual alguien es capaz de resolver problemas usando habilidades verbales.
Análisis factorial en psicología se asocia frecuentemente con la investigación sobre la inteligencia. Sin embargo, también se ha utilizado en un amplio rango de dominios, tales como personalidad, actitudes, creencias, etc. Está asociado a la psicometría, debido a que puede evaluar la validez de un instrumento estableciendo si el instrumento de verdad mide los factores postulados.

## Ejemplo
Un análisis de metodología docente consideró las calificaciones de n = 54 estudiantes de la facultad de Biología de la ULA y m = 8 tipos de habilidades. El primer factor principal que explicaba las calificaciones era la inteligencia del estudiante y en segundo lugar la metodología de aprendizaje usada.

## Historia
Los factores latentes de Francis Galton y los ejes principales de Karl Pearson fueron los precedentes más inmediatos del análisis factorial. En 1904, Charles Spearman planteó una teoría de la inteligencia basada en la existencia de factor común al que denominó g. De acuerdo con esta teoría, la inteligencia de los individuos podía ordenarse a lo largo de una sola dimensión.
En la obra Multiple Factor Analysis de Louis Leon Thurstone se plantea un análisis factorial con más de un factor común y se introducen la estructura simple y las rotaciones de factores. La existencia de varias dimensiones latentes hacía imposible una ordenación de los individuos en función de su inteligencia. También permitía ubicar las personalidades neuróticas y psicóticas en dimensiones distintas, en contradicción con los principios de los psicoanalistas, que establecían una continuidad entre ambos extremos.
Los métodos modernos para extraer los factores son los del análisis factorial canónico de C.R. Rao, el método Alfa (H.F. Kaiser, J. Carey) y el método de la máxima verosimilitud (D.N. Lawley, Karl Jöreskog).
El método varimax de rotación ortogonal es de Kaiser. J.B. Carroll introdujo la rotación oblicua quartimin y A.E. Hendrickson y P.O. White la promax.
Hasta los años sesenta, el análisis factorial era principalmente exploratorio. En esa época nació el análisis factorial confirmatorio que permite confirmar o rechazar hipótesis planteadas en forma de una cierta estructura subyacente.